# Глухий ясенний фрикативний
|            | Зубний | Ясенний |
| ---------- | ------ | ------- |
| сибілянт   | s̪      | s / s͇   |
| несибілянт | θ      | θ̠ /θ͇ /ɹ̝̊ |

Глухі ясенні (альвеолярні) фрикативні — приголосні звуки. Символ Міжнародного фонетичного алфавіту для позначення цих звуків залежить від того чи описується сибілянт.
- Символ МФА для сибілянта — s, а відповідний символ X-SAMPA — s. Символ [s] звичайно не вживається для зубних і заясенних сибілянтів без діакритиків ([s̪] і [s̠] відповідно).
- Для позначення несибілянта вживаються символи з діакритиками, наприклад θ̠ або ɹ̝̊.

## Назва
- Глухі альвеолярні фрикативні
- Глухі ясенні фрикативні

## Глухий ясенний сибілянтний фрикативний
Один з найпоширеніших приголосних.

### Властивості
- Тип фонації — глуха, тобто цей звук вимовляється без вібрації голосових зв'язок.
- Спосіб творення — фрикативний, тобто один артикулятор наближається до іншого, утворюючи вузьку щілину, що спричиняє турбулентність.
- Спосіб творення — сибілянтний фрикативний, тобто повітря скеровується по жолобку на спинці язика за місцем творення на гострий кінець зубів, що спричиняє високочастотну турбулентність.
- Місце творення — ясенне, тобто звук артикулюється кінчиком або передньою спинкою язика проти ясенного бугорка.
- ротовий приголосний (тобто повітря виходить крізь рот);
- центральний приголосний (тобто повітря проходить над центральною частиною язика, а не по боках);
- механізм передачі повітря — егресивний легеневий (тобто під час артикуляції повітря виштовхується крізь голосовий тракт з легенів, а не з гортані, чи з рота.

### Приклади

#### Зубно-ясенний
| Мова        | Слово     | МФА            | Значення | Примітки                  |
| ----------- | --------- | -------------- | -------- | ------------------------- |
| баскська    | gauza     | [ɡäus̪ä]        | річ      |                           |
| білоруська  | стагоддзе | [s̪t̪äˈɣodd̪͡z̪ʲ:e] | століття | Див. білоруська фонетика  |
| болгарська  | всеки     | [ˈvs̪ɛki]       | всі      |                           |
| іспанська   | estar     | [e̞s̪ˈt̪är]       | бути     | Див. іспанська фонетика   |
| китайська   | 三/sān    | [s̪a̋n]          | три      | Див. китайська фонетика   |
| македонська | скока     | [ˈs̪kɔkä]       | стрибок  | Див. македонська фонетика |
| польська    | sum       | [s̪um]          | сом      | Див. польська фонетика    |
| румунська   | surd      | [s̪ur̪d̪]         | глухий   | Див. румунська фонетика   |
| російська   | волосы    | [ˈvo̞ɫ̪əs̪ɨ̞]      | 'hair'   | . Див. російська фонетика |
| сербська    | сам       | [s̪ȃ̠m]          | сам      | Див. сербська фонетика    |
| турецька    | su        | [s̪u]           | вода     | Див. турецька фонетика    |
| угорська    | sziget    | [ˈs̪iɡɛt̪]       | 'island' | Див. угорська фонетика    |
| українська  | село      | [s̪ɛˈɫ̪ɔ]        | —        | Див. українська фонетика  |
| французька  | façade    | [fäs̪äd̪]        | перед    | Див. французька фонетика  |
| чеська      | svět      | [s̪vjɛt̪]        | світ     | Див. чеська фонетика      |
| шведська    | 'säte     | [ˈs̪ɛːt̪e]       | сидіння  | Див. шведська фонетика    |

#### Ясенний
| Мова          | Слово    | МФА          | Значення  | Примітки                    |
| ------------- | -------- | ------------ | --------- | --------------------------- |
| англійська    | sand     | [sænd]       | пісок     | Див. англійська фонетика    |
| арабська      | جَلَسَ      | [ˈdʒælæsɐ]   | сідати    | Див. арабська фонетика      |
| в'єтнамська   | xa       | [saː˧]       | далекий   | Див. в'єтнамська фонетика   |
| гебрейська    | ספר      | [ˈsefeʁ]     | книга     | Див. гебрейська фонетика    |
| гінді         | साल       | [saːl]       | рік       | Див. фонетика гінді         |
| голландська   | 'staan   | [s̻t̻aːn̻]      | стояти    | Див. голландська фонетика   |
| грузинська    | სამი     | [ˈsɑmi]      | три       |                             |
| естонська     | sõna     | ['sɤnɑ]      | слово     |                             |
| корейська     | 소 / so  | [so]         | бик       | Див. корейська фонетика     |
| перська       | sib      | [sib]        | яблуко    | Див. перська фонетика       |
| португальська | caço     | [ˈkasu]      | полюю     | Див. португальська фонетика |
| японська      | fukusūkē | [ɸɯkɯsɯːkeː] | множинний | Див. японська фонетика      |

## Глухий ясенний несибілянтний фрикативний

### Властивості
- Тип фонації — глуха, тобто цей звук вимовляється без вібрації голосових зв'язок.
- Спосіб творення — фрикативний, тобто один артикулятор наближається до іншого, утворюючи вузьку щілину, що спричиняє турбулентність.
- Місце творення — ясенне, тобто звук артикулюється кінчиком або передньою спинкою язика проти ясенного бугорка.
- ротовий приголосний (тобто повітря виходить крізь рот);
- центральний приголосний (тобто повітря проходить над центральною частиною язика, а не по боках);
- механізм передачі повітря — егресивний легеневий (тобто під час артикуляції повітря виштовхується крізь голосовий тракт з легенів, а не з гортані, чи з рота.